# Овсянников, Владимир Станиславович
Владимир Станиславович Овсянников (17 марта 1963, Череповец) — советский и российский футболист, вратарь; тренер. Мастер спорта России.
Воспитанник футбольной школы Череповца.
Выступал за команды низших лиг СССР и России «Строитель» Череповец (1982—1983), «Динамо» Вологда (1984—1993, 1997—1998), «Чкаловец» Новосибирск (1994—1996). В составе «Динамо» провёл 327 игр.
Окончил Вологодский государственный педагогический университет (1991), СЗАГС (1999).
В 2004 году — тренер вратарей «Динамо» Вологда.
Руководитель и тренер секции по футболу (Вологда).